# Nové Město nad Metují (stacja kolejowa)
Nové Město nad Metují – stacja kolejowa w miejscowości Nové Město nad Metují, w kraju hradeckim, w Czechach. Jest ważnym węzłem kolejowym o znaczeniu regionalnym. Znajduje się na wysokości 310 m n.p.m.
Jest zarządzana przez Správę železnic. Na stacji istnieje możliwości zakupu biletów i rezerwacji miejsc.

## Linie kolejowe
- 026 Týniště nad Orlicí - Otovice zastávka